# Covas do Rio
Covas do Rio is een plaats (freguesia) in de Portugese gemeente São Pedro do Sul en telt 179 inwoners (2001).